# Batalha de Olustra
A Batalha de Olustra (em sueco:  slaget vid Olustra) ocorreu em 29 de novembro de 1229, talvez em Olustra, nas cercanias da atual cidade de Eskilstuna, na Södermanland, opondo o exército dos apoiantes do rei de menor idade Érico IX ao exército do seu tutor real Canuto II. A contenda terminou com uma vitória de Canuto, tendo Érico fugido para a Dinamarca, e procurado refúgio junto ao rei dinamarquês Valdemar II. O combate está citado na Crônica de Érico (Erikskrönikan), de 1330.